# Michael D. Windham
Michael D. Windham ( * 1954 - ) es un botánico pteridólogo, curador y profesor estadounidense. Desarrolla su actividad académica en el "Departamento de Biología" de la Duke University, Durham, NC. 

## Algunas publicaciones
- 1991. Werth, CR; MD Windham. A Model for Divergent, Allopatric Speciation of Polyploid Pteridophytes Resulting from Silencing of Duplicate-Gene Expression. The American Naturalist 137 ( 4) : 515-526
- Schuettpelz, E; AL Grusz, MD Windham, KM Pryer. 2008. The Utility of Nuclear gapCp in Resolving Polyploid Fern Origins. Am. Soc. of Plant Taxonomists

## Honores
En 2009 ocupa el sillón de la "Sección Pteridófitas" de la Botanical Society of America
- La abreviatura «Windham» se emplea para indicar a Michael D. Windham como autoridad en la descripción y clasificación científica de los vegetales.[2]